# Eurina nigrifrontata
Eurina nigrifrontata är en tvåvingeart som beskrevs av Becker 1910. Eurina nigrifrontata ingår i släktet Eurina och familjen fritflugor. Inga underarter finns listade i Catalogue of Life.